# Grand Prix automobile de France 2021
GP précédent GP suivant
Le Grand Prix automobile de France 2021 (Formula 1 Emirates Grand Prix de France 2021) disputé le 20 juin 2021 sur le circuit Paul-Ricard, est la 1042e épreuve du championnat du monde de Formule 1 courue depuis 1950. Il s'agit de la soixante-et-unième édition du Grand Prix de France comptant pour le championnat du monde de Formule 1 et de la septième manche du championnat 2021.
Le Grand Prix de France a fait son retour au Castellet après dix ans d'absence, en 2018. Le circuit varois avait déjà accueilli l'épreuve quatorze fois entre 1971 et 1983 et de 1985 à 1990, avant de laisser la place à Magny-Cours, pour dix-huit éditions, de 1991 à 2008. Lewis Hamilton est invaincu dans la configuration moderne du circuit, puisqu'il a obtenu pole position et victoire en 2018 et en 2019 menant 105 des 106 tours disputés, alors que ce Grand Prix n'a pas eu lieu en 2020, faisant partie des treize courses annulées dans le contexte de la pandémie de Covid-19. Initialement prévue le 27 juin, la course est avancée au 20 juin après les annulations successives des Grands Prix du Canada et de Turquie et l'arrivée au calendrier d'une nouvelle édition du Grand Prix de Styrie à Spielberg suivi une semaine plus tard du Grand Prix d'Autriche sur le même circuit, lesquelles courses suivent la manche française à une semaine d'écart.
Alors que, depuis le retour du Grand Prix de France au calendrier en 2018, les Mercedes ont toujours monopolisé la première ligne (Hamilton devant Bottas), Max Verstappen, avec sa RB16B, domine les voitures allemandes et obtient la cinquième pole position de sa carrière, sa deuxième de la saison. En tête de la troisième phase des qualifications dès sa première tentative, il enfonce le clou dans son dernier tour rapide en étant le seul pilote sous les 1 min 30 s, pour devancer Lewis Hamilton et Valtteri Bottas, respectivement battus de 258 et 386 millièmes de seconde. En deuxième ligne, Bottas est accompagné par Sergio Pérez. Carlos Sainz Jr., le plus rapide des pilotes Ferrari avec le cinquième temps, part devant Pierre Gasly sur la troisième ligne. Charles Leclerc s'élance derrière eux avec Lando Norris. Fernando Alonso et Daniel Ricciardo sont en cinquième ligne.
Après les qualifications, Christian Horner déclare : « Si on peut battre les Mercedes sur ce circuit, on peut les battre n'importe où. » Max Verstappen et Sergio Pérez lui donnent des raisons d'y croire pour la suite de la saison, le premier en prenant le meilleur sur Lewis Hamilton à un tour de l'arrivée pour égaler ses trois victoires en 2021, le second en dépassant Valtteri Bottas pour offrir un double podium à Red Bull Racing. Sur une piste où elles ont écrasé la concurrence en 2018 et 2019, les Flèches d'Argent ont manqué à la fois de vitesse dans les grandes lignes droites (avec le choix d'avoir plus de charge aérodynamique sur l'aileron arrière que les voitures autrichiennes) et de sens stratégique, pour rivaliser avec les RB16B à moteur Honda.
Pourtant parti au large au premier virage et laissant d'emblée les commandes de la course à Hamilton, Max Verstappen construit la treizième victoire de sa carrière sur deux coups stratégiques. Il réussit tout d'abord un undercut sur son rival au vingtième tour, une boucle avant l'arrêt contraint de son rival. Dans une course où les pilotes sont, plus ou moins gravement, confrontés à une usure excessive de leurs pneumatiques perdant de l'adhérence, Sergio Pérez, de son côté, démontre sa science de leur gestion en restant en piste jusqu'au vingt-quatrième tour, ce qui va s'avérer payant pour lui dans son combat avec Valtteri Bottas.
En tête et suivi de près par Hamilton, Verstappen annonce à son stand qu'il ne croit pas que ses pneus tiendront jusqu'à la fin de la course ; ils tentent alors le pari d'un second arrêt surprise pour passer des gommes medium, à la fin de la trente-deuxième boucle, piégeant ainsi le septuple champion du monde, contraint de rester en piste avec ses pneus durs. Le Néerlandais repart quatrième, à dix-neuf secondes du leader Hamilton, derrière son coéquipier qui le laisse passer. Il fond sur Bottas puis profite d'un écart du Finlandais à la chicane nord à dix tours de l'arrivée pour le doubler et partir à la chasse de son rival. Au gré du trafic, il met neuf boucles à revenir à portée d'utilisation de son aileron arrière mobile et, dans l'avant-dernier passage, il dépasse facilement la Mercedes no 44, encore à la chicane nord, sous les hurlements de la foule massée dans la tribune qui lui fait face. Quelques tours plus tôt, Pérez a doublé Bottas qui s'énerve à la radio : « Pourquoi personne ne m'a écouté quand je vous ai dit que c'était une course à deux arrêts ? » Le Mexicain rejoint ainsi son coéquipier sur le podium où Hamilton figure pour la 170e fois. Auteur du meilleur tour en course au trente-cinquième passage lors de sa remontée, Verstappen réalise le premier hat trick de sa carrière, marque 26 points et est élu « pilote du jour ».
Derrière les pilotes des deux écuries de pointe, les McLaren tirent leur épingle du jeu. Lando Norris, dixième à la fin du premier tour après un mauvais départ, remonte jusqu'au cinquième rang, devant son coéquipier Daniel Ricciardo. Bien que battu par les monoplaces oranges, Pierre Gasly effectue une course solide qui lui permet de marquer les six points de la septième place. Fernando Alonso émerge des bagarres dans le peloton au huitième rang et les pilotes Aston Martin, très mal qualifiés, sont à nouveau ceux qui effectuent le plus long premier relais pour finir dans les points : grâce à leurs overcuts réussis, Sebastian Vettel se classe neuvième et Lance Stroll, dernier sur la grille de départ, termine dixième après de nombreux dépassements en piste. Les Ferrari SF21 martyrisant leurs pneus, Carlos Sainz Jr. et Charles Leclerc (seul pilote avec Verstappen à observer deux arrêts) vivent un Grand Prix pénible et terminent hors des points dans une course sans aucun abandon. George Russell, douzième, obtient le meilleur résultat de Williams depuis le début de la saison.
Verstappen (131 points) possède désormais douze points d'avance sur Hamilton (119 points) au championnat du monde. Pérez, le troisième homme du classement (84 points), augmente son avance sur Norris (76 points). Bottas (59 points) remonte au cinquième rang et devance Leclerc (52 points), Sainz (42 points), Gasly (37 points), Ricciardo (34 points) et Vettel, dixième avec 30 points. Chez les constructeurs, Red Bull Racing (215 points) prend le large sur Mercedes Grand Prix (178 points) après une série de trois victoires consécutives, une première depuis 2013. McLaren Racing (110 points), reprend la troisième place à Ferrari (94 points) ; suivent AlphaTauri (45 points), Aston Martin (40 points), Alpine (29 points) et Alfa Romeo, huitième avec 2 points. Williams et Haas n'ont toujours pas marqué.

## Pneus disponibles
| Pneus pour piste sèche | Pneus pour piste sèche | Pneus pour piste sèche | Pneus pluie    | Pneus pluie |
| ---------------------- | ---------------------- | ---------------------- | -------------- | ----------- |
| Durs (Type C2)         | Medium (Type C3)       | Tendres (Type C4)      | Intermédiaires | Pluie       |

## Essais libres

### Première séance, le vendredi de 11 h 30 à 12 h 30
| Pos. | Pilote           | Voiture          | Chrono         | Écart     |
| ---- | ---------------- | ---------------- | -------------- | --------- |
| 1    | Valtteri Bottas  | Mercedes         | 1 min 33 s 448 |           |
| 2    | Lewis Hamilton   | Mercedes         | 1 min 33 s 783 | + 0 s 335 |
| 3    | Max Verstappen   | Red Bull-Honda   | 1 min 33 s 880 | + 0 s 432 |
| 4    | Sergio Pérez     | Red Bull-Honda   | 1 min 34 s 193 | + 0 s 745 |
| 5    | Esteban Ocon     | Alpine-Renault   | 1 min 34 s 329 | + 0 s 881 |
| 6    | Daniel Ricciardo | McLaren-Mercedes | 1 min 34 s 644 | + 1 s 196 |

- Roy Nissany, pilote-essayeur pour Williams remplace George Russell au volant de la Williams FW43B[5]. Il réalise le vingtième et dernier temps, à 4 s 443 de Valtteri Bottas[4].

### Deuxième séance, le vendredi de 15 h à 16 h
| Pos. | Pilote          | Voiture        | Chrono         | Écart     |
| ---- | --------------- | -------------- | -------------- | --------- |
| 1    | Max Verstappen  | Red Bull-Honda | 1 min 32 s 872 |           |
| 2    | Valtteri Bottas | Mercedes       | 1 min 32 s 880 | + 0 s 008 |
| 3    | Lewis Hamilton  | Mercedes       | 1 min 32 s 125 | + 0 s 253 |
| 4    | Fernando Alonso | Alpine-Renault | 1 min 33 s 340 | + 0 s 468 |
| 5    | Charles Leclerc | Ferrari        | 1 min 33 s 550 | + 0 s 678 |
| 6    | Esteban Ocon    | Alpine-Renault | 1 min 33 s 685 | + 0 s 813 |

### Troisième séance, le samedi de 12 h à 13 h
| Pos. | Pilote           | Voiture          | Chrono         | Écart     |
| ---- | ---------------- | ---------------- | -------------- | --------- |
| 1    | Max Verstappen   | Red Bull-Honda   | 1 min 31 s 300 |           |
| 2    | Valtteri Bottas  | Mercedes         | 1 min 32 s 047 | + 0 s 747 |
| 3    | Carlos Sainz Jr. | Ferrari          | 1 min 32 s 195 | + 0 s 895 |
| 4    | Sergio Pérez     | Red Bull-Honda   | 1 min 32 s 239 | + 0 s 938 |
| 5    | Lewis Hamilton   | Mercedes         | 1 min 32 s 266 | + 0 s 966 |
| 6    | Lando Norris     | McLaren-Mercedes | 1 min 32 s 336 | + 1 s 036 |

## Séance de qualifications

### Résultats des qualifications
| Pos.                                                                                      | Pilote             | Écurie                | Qualifications 1 | Qualifications 2 | Qualifications 3 |
| ----------------------------------------------------------------------------------------- | ------------------ | --------------------- | ---------------- | ---------------- | ---------------- |
| 1                                                                                         | Max Verstappen     | Red Bull-Honda        | 1 min 31 s 001   | 1 min 31 s 080   | 1 min 29 s 990   |
| 2                                                                                         | Lewis Hamilton     | Mercedes              | 1 min 31 s 237   | 1 min 30 s 788   | 1 min 30 s 248   |
| 3                                                                                         | Valtteri Bottas    | Mercedes              | 1 min 31 s 669   | 1 min 30 s 735   | 1 min 30 s 376   |
| 4                                                                                         | Sergio Pérez       | Red Bull-Honda        | 1 min 31 s 560   | 1 min 30 s 971   | 1 min 30 s 445   |
| 5                                                                                         | Carlos Sainz Jr.   | Ferrari               | 1 min 32 s 079   | 1 min 31 s 146   | 1 min 30 s 840   |
| 6                                                                                         | Pierre Gasly       | AlphaTauri-Honda      | 1 min 31 s 898   | 1 min 31 s 353   | 1 min 30 s 868   |
| 7                                                                                         | Charles Leclerc    | Ferrari               | 1 min 32 s 209   | 1 min 31 s 567   | 1 min 30 s 987   |
| 8                                                                                         | Lando Norris       | McLaren-Mercedes      | 1 min 31 s 733   | 1 min 31 s 542   | 1 min 31 s 252   |
| 9                                                                                         | Fernando Alonso    | Alpine-Renault        | 1 min 32 s 158   | 1 min 31 s 549   | 1 min 31 s 340   |
| 10                                                                                        | Daniel Ricciardo   | McLaren-Mercedes      | 1 min 32 s 181   | 1 min 31 s 615   | 1 min 31 s 382   |
| 11                                                                                        | Esteban Ocon       | Alpine-Renault        | 1 min 32 s 139   | 1 min 31 s 736   |                  |
| 12                                                                                        | Sebastian Vettel   | Aston Martin-Mercedes | 1 min 32 s 132   | 1 min 31 s 767   |                  |
| 13                                                                                        | Antonio Giovinazzi | Alfa Romeo-Ferrari    | 1 min 32 s 722   | 1 min 31 s 813   |                  |
| 14                                                                                        | George Russell     | Williams-Mercedes     | 1 min 33 s 060   | 1 min 32 s 065   |                  |
| 15                                                                                        | Mick Schumacher    | Haas-Ferrari          | 1 min 32 s 942   | Pas de temps     |                  |
| 16                                                                                        | Nicholas Latifi    | Williams-Mercedes     | 1 min 33 s 062   |                  |                  |
| 17                                                                                        | Kimi Räikkönen     | Alfa Romeo-Ferrari    | 1 min 33 s 354   |                  |                  |
| 18                                                                                        | Nikita Mazepin     | Haas-Ferrari          | 1 min 33 s 554   |                  |                  |
| Temps minimal à réaliser pour la qualification : 1 min 37 s 371 (107 % de 1 min 31 s 001) |                    |                       |                  |                  |                  |
| Nq.                                                                                       | Lance Stroll       | Aston Martin-Mercedes | 2 min 12 s 584   |                  |                  |
| Nq.                                                                                       | Yuki Tsunoda       | AlphaTauri-Honda      | Pas de temps     |                  |                  |

### Grille de départ
- Lance Stroll, dont le meilleur temps a été annulé pour avoir dépassé les limites de la piste, n'a pas pu se qualifier à cause de l'interruption de séance provoquée par l'accident de Mick Schumacher ; repêché par les commissaires, il est autorisé à prendre le départ depuis la dix-neuvième place de la grille[9],[10] ;
- Initialement non-qualifié après son accident lors des premières minutes de la première séance de la qualification, Yuki Tsunoda est repêché par les commissaires de course et autorisé à prendre le départ depuis la dernière place de la grille[11]. À la suite du changement de sa boîte de vitesses et de l'installation d'une nouvelle spécification du fond plat et des suspensions de sa monoplace durant la procédure du  parc fermé, il est contraint de s'élancer depuis la voie des stands[12].

## Course

### Classement de la course
| Pos. | no | Pilote             | Écurie                | Tours | Temps/Abandon                      | Grille  | Points |
| ---- | -- | ------------------ | --------------------- | ----- | ---------------------------------- | ------- | ------ |
| 1    | 33 | Max Verstappen     | Red Bull-Honda        | 53    | 1 h 27 min 25 s 770 (212,530 km/h) | 1       | 25 + 1 |
| 2    | 44 | Lewis Hamilton     | Mercedes              | 53    | + 2 s 904                          | 2       | 18     |
| 3    | 11 | Sergio Pérez       | Red Bull-Honda        | 53    | + 8 s 811                          | 4       | 15     |
| 4    | 77 | Valtteri Bottas    | Mercedes              | 53    | + 14 s 618                         | 3       | 12     |
| 5    | 4  | Lando Norris       | McLaren-Mercedes      | 53    | + 1 min 04 s 032                   | 8       | 10     |
| 6    | 3  | Daniel Ricciardo   | McLaren-Mercedes      | 53    | + 1 min 15 s 857                   | 10      | 8      |
| 7    | 10 | Pierre Gasly       | AlphaTauri-Honda      | 53    | + 1 min 16 s 596                   | 6       | 6      |
| 8    | 14 | Fernando Alonso    | Alpine-Renault        | 53    | + 1 min 17 s 695                   | 9       | 4      |
| 9    | 5  | Sebastian Vettel   | Aston Martin-Mercedes | 53    | + 1 min 19 s 666                   | 12      | 2      |
| 10   | 18 | Lance Stroll       | Aston Martin-Mercedes | 53    | + 1 min 31 s 946                   | 19      | 1      |
| 11   | 55 | Carlos Sainz Jr.   | Ferrari               | 53    | + 1 min 39 s 337                   | 5       |        |
| 12   | 63 | George Russell     | Williams-Mercedes     | 52    | + 1 tour                           | 14      |        |
| 13   | 22 | Yuki Tsunoda       | AlphaTauri-Honda      | 52    | + 1 tour                           | Pitlane |        |
| 14   | 31 | Esteban Ocon       | Alpine-Renault        | 52    | + 1 tour                           | 11      |        |
| 15   | 99 | Antonio Giovinazzi | Alfa Romeo-Ferrari    | 52    | + 1 tour                           | 13      |        |
| 16   | 16 | Charles Leclerc    | Ferrari               | 52    | + 1 tour                           | 7       |        |
| 17   | 7  | Kimi Räikkönen     | Alfa Romeo-Ferrari    | 52    | + 1 tour                           | 17      |        |
| 18   | 6  | Nicholas Latifi    | Williams-Mercedes     | 52    | + 1 tour                           | 16      |        |
| 19   | 47 | Mick Schumacher    | Haas-Ferrari          | 52    | + 1 tour                           | 15      |        |
| 20   | 9  | Nikita Mazepin     | Haas-Ferrari          | 52    | + 1 tour                           | 18      |        |

### Pole position et record du tour
- Pole position :   Max Verstappen (Red Bull-Honda) en 1 min 29 s 990 (233,706 km/h)[14].
- Meilleur tour en course :  Max Verstappen (Red Bull-Honda) en 1 min 36 s 404 (218,156 km/h) au trente-cinquième tour ; vainqueur de l'épreuve, il remporte le point bonus associé au meilleur tour en course[15].

### Tours en tête
- Lewis Hamilton (Mercedes) : 38 tours  (1-18 / 32-51)[16]
- Sergio Pérez (Red Bull-Honda) : 5 tours (19-23)
- Max Verstappen (Red Bull-Honda) : 10 tours (24-31 / 52-53)

## Classements généraux à l'issue de la course
| Pos. | Pilote             | Écurie                | Points |
| ---- | ------------------ | --------------------- | ------ |
| 1    | Max Verstappen     | Red Bull-Honda        | 131    |
| 2    | Lewis Hamilton     | Mercedes              | 119    |
| 3    | Sergio Pérez       | Red Bull-Honda        | 84     |
| 4    | Lando Norris       | McLaren-Mercedes      | 76     |
| 5    | Valtteri Bottas    | Mercedes              | 59     |
| 6    | Charles Leclerc    | Ferrari               | 52     |
| 7    | Carlos Sainz Jr.   | Ferrari               | 42     |
| 8    | Pierre Gasly       | AlphaTauri-Honda      | 37     |
| 9    | Daniel Ricciardo   | McLaren-Mercedes      | 34     |
| 10   | Sebastian Vettel   | Aston Martin-Mercedes | 30     |
| 11   | Fernando Alonso    | Alpine-Renault        | 17     |
| 12   | Esteban Ocon       | Alpine-Renault        | 12     |
| 13   | Lance Stroll       | Aston Martin-Mercedes | 10     |
| 14   | Yuki Tsunoda       | AlphaTauri-Honda      | 8      |
| 15   | Kimi Räikkönen     | Alfa Romeo-Ferrari    | 1      |
| 16   | Antonio Giovinazzi | Alfa Romeo-Ferrari    | 1      |

| Pos. | Écurie                | Points |
| ---- | --------------------- | ------ |
| 1    | Red Bull-Honda        | 215    |
| 2    | Mercedes              | 178    |
| 3    | McLaren-Mercedes      | 110    |
| 4    | Ferrari               | 94     |
| 5    | AlphaTauri-Honda      | 45     |
| 6    | Aston Martin-Mercedes | 40     |
| 7    | Alpine-Renault        | 29     |
| 8    | Alfa Romeo-Ferrari    | 2      |

## Statistiques
Le Grand Prix de France 2021 représente :
- la 5e pole position de Max Verstappen, sa deuxième de la saison[19] ;
- la 13e victoire de Max Verstappen, sa troisième de la saison[20] ;
- le 1er hat trick de Max Verstappen[21] ;
- la 67e victoire de Red Bull Racing[22] ;
- la 81e victoire de Honda en tant que motoriste[23] ;
- le 170e podium de Lewis Hamilton[24].

Au cours de ce Grand Prix :
- McLaren Racing adopte une livrée spéciale pour rendre hommage à son actionnaire emblématique, Mansour Ojjeh mort le 6 juin, à 68 ans[25],[26] ;
- pour la première fois depuis 2013, Red Bull Racing enchaîne au moins trois victoires consécutives (Monaco, Azerbaïdjan et France)[27] ;
- pour la première fois depuis 2019 (Belgique, Italie et Singapour), Lewis Hamilton termine trois Grands Prix consécutifs sans victoire[28] ;
- pour la première fois depuis le Grand Prix automobile d'Autriche 2019, aucun pilote n'a abandonné : il s'agit de la dixième fois dans l'histoire de la F1, et de la sixième fois à l'ère des moteurs hybrides[29] ;
- Lando Norris reste le dernier pilote de la saison à avoir marqué à chaque course[30] ;
- Max Verstappen est élu « Pilote du jour » à l'issue d'un vote organisé sur le site officiel de la Formule 1[31] ;
- Yannick Dalmas (28 départs en Grands Prix entre 1987 et 1994 avec Larrousse et AGS, 4 victoires aux 24 Heures du Mans, champion du monde des voitures de sport en 1992) est nommé conseiller par la FIA pour aider dans leurs jugements le groupe des commissaires de course[32].